# Wong Pei Tty
Wong Pei Tty (* 11. November 1981) ist eine Badmintonspielerin  aus Malaysia.

## Karriere
Wong Pei Tty ist eine der erfolgreichsten malaysischen Badmintonspielerinnen der Gegenwart. Sie gewann 2009 die Indonesia Super Series, 2008 die Denmark Super Series, 2006 die Commonwealth Games und 2005 die Südostasienspiele im Damendoppel. Im Mixed war sie 2004 bei den Chinese Taipei Open und 2007 bei den nationalen Meisterschaften erfolgreich. Bei der Badminton-Weltmeisterschaft 2007 gewann sie Bronze im Mixed.

## Sportliche Erfolge

### Damendoppel
| Jahr                                      | Wettkampf              | Ort             | Ergebnis |
| ----------------------------------------- | ---------------------- | --------------- | -------- |
| 2009                                      | Indonesia Super Series | Jakarta, INA    | Sieger   |
| 2008                                      |                        |                 |          |
| Hong Kong Super Series                    | Hongkong, HK           | Halbfinalist    |          |
| China Open Super Series                   | Shanghai, CHN          | Finalist        |          |
| French Super Series                       | Paris, FRA             | Finalist        |          |
| Denmark Super Series                      | Odense, DEN            | Sieger          |          |
| China Masters                             | Chengdu, CHN           | Viertelfinalist |          |
| Japan Super Series                        | Tokio, JPN             | Finalist        |          |
| Thailand Open                             | Bangkok, THA           | Finalist        |          |
| Indonesia Super Series                    | Jakarta, INA           | Viertelfinalist |          |
| Korea Super Series                        | Seoul, KOR             | Viertelfinalist |          |
| 2007                                      |                        |                 |          |
| Denmark Super Series                      | Odense, DEN            | Viertelfinalist |          |
| Yonex Chinese Taipei Open Grand Prix Gold | Taipeh, TPE            | Halbfinalist    |          |
| Badminton-Weltmeisterschaft               | Kuala Lumpur, MAS      | Viertelfinalist |          |
| Thailand Open                             | Bangkok, THA           | Viertelfinalist |          |
| Indonesia Super Series                    | Jakarta, INA           | Viertelfinalist |          |
| All England 2007                          | Birmingham, ENG        | Halbfinalist    |          |
| 2006                                      |                        |                 |          |
| Weltcup                                   |                        | Halbfinalist    |          |
| China Open                                |                        | Viertelfinalist |          |
| Hong Kong Open                            | Hongkong, HKG          | Viertelfinalist |          |
| Badminton-Weltmeisterschaft               | Madrid, SPA            | Viertelfinalist |          |
| Korea Open                                |                        | Viertelfinalist |          |
| Singapur Open                             | Singapur, SIN          | Viertelfinalist |          |
| Badminton-Asienmeisterschaft              | Johor Bahru, MAS       | Viertelfinalist |          |
| Commonwealth Games                        | Melbourne, AUS         | Sieger          |          |
| Proton Malaysia Open                      | Kuching, MAS           | Viertelfinalist |          |
| Swiss Open                                |                        | Halbfinalist    |          |
| 2005                                      |                        |                 |          |
| Denmark Open                              |                        | Viertelfinalist |          |
| Dutch Open                                |                        | Finalist        |          |
| Djarum Indonesia Open                     |                        | Finalist        |          |
| Badminton-Weltmeisterschaft               | Anaheim, USA           | Viertelfinalist |          |
| Proton Malaysia Open                      |                        | Viertelfinalist |          |
| Singapur Open                             | Singapur, SIN          | Viertelfinalist |          |
| All England                               | Birmingham, ENG        | Viertelfinalist |          |
| SEA Games                                 | Philippinen            | SIEGER          |          |
| 2004                                      |                        |                 |          |
| Badminton-Asienmeisterschaft              | Kuala Lumpur, MAS      | Halbfinalist    |          |
| Chinese Taipei Open                       |                        | Halbfinalist    |          |
| Djarum Indonesia Open                     |                        | Viertelfinalist |          |
| Singapur Open                             | Singapur, SIN          | Viertelfinalist |          |
| 2003                                      |                        |                 |          |
| Dutch Open                                |                        | Viertelfinalist |          |
| SEA Games                                 | Hanoi, Vietnam         | Halbfinalist    |          |
| 2002                                      |                        |                 |          |
| Malaysia Satellite                        |                        | Halbfinalist    |          |
| Commonwealth Games                        | Manchester, ENG        | Halbfinalist    |          |
| 2001                                      |                        |                 |          |
| SEA Games                                 | Kuala Lumpur, MAS      | Halbfinalist    |          |
| Jakarta Satellite                         | Jakarta, INA           | Halbfinalist    |          |

### Mixed
| Jahr                               | Wettkampf         | Ort             | Runde |
| ---------------------------------- | ----------------- | --------------- | ----- |
| 2007                               |                   |                 |       |
| Malaysische Badmintonmeisterschaft | Kuala Terengganu  | Sieger          |       |
| Yonex Korea Open Super Series      | Seoul, KOR        | Viertelfinalist |       |
| Proton Malaysia Super Series       | Kuala Lumpur, MAS | Achtelfinale    |       |
| 2006                               |                   |                 |       |
| Asienspiele                        | Doha, Katar       | Halbfinalist    |       |
| Badminton-Weltmeisterschaft        | Madrid, SPA       | Halbfinalist    |       |
| Commonwealth Games                 | Melbourne, AUS    | Halbfinalist    |       |
| 2005                               |                   |                 |       |
| Denmark Open                       |                   | Halbfinalist    |       |
| Djarum Indonesia Open              |                   | Viertelfinalist |       |
| 2004                               |                   |                 |       |
| Djarum Indonesia Open              |                   | Halbfinalist    |       |
| Singapur Open                      | Singapur, SIN     | Finalist        |       |
| Chinese Taipei Open                |                   | Sieger          |       |
| China Open                         | Guangzhou, CHN    | Viertelfinalist |       |
| 2002                               |                   |                 |       |
| Malaysia Satellite                 |                   | Viertelfinalist |       |
| 2001                               |                   |                 |       |
| SEA Games                          | Kuala Lumpur, MAS | Halbfinalist    |       |